# Kláštor pod Znievom
Kláštor pod Znievom (allemand : Kloster, hongrois : Znióváralja) est un village de Slovaquie situé dans la région de Žilina.

## Histoire
La première mention écrite du village date de 1112.

## Démographie

### Évolution de la population
| Année:               | 1994. | 2004.   | 2014.   | 2024.    |
| -------------------- | ----- | ------- | ------- | -------- |
| Nombre de personnes: | 1532  | 1481    | 1598    | 1843     |
| Différence:          |       | -3,32 % | +7,90 % | +15,33 % |

| Année:               | 2023. | 2024.   |
| -------------------- | ----- | ------- |
| Nombre de personnes: | 1823  | 1843    |
| Différence:          |       | +1,09 % |